# 3 Cancri
3 Cancri, som är stjärnans Flamsteed-beteckning, är en ensam stjärna, belägen i den östra delen av stjärnbilden Kräftan. Den har en skenbar magnitud av 5,60 och är svagt synlig för blotta ögat där ljusföroreningar ej förekommer. Baserat på parallaxmätning inom Hipparcosuppdraget på ca 4,0 mas, beräknas den befinna sig på ett avstånd på ca 810 ljusår (ca 249 parsek) från solen. Den rör sig bort från solen med en heliocentrisk radialhastighet på ca 40 km/s. Stjärnans position nära ekliptikan innebär att den är föremål för ockultationer med månen och kan ingå i den öppna stjärnhopen Hyaderna.

## Egenskaper
3 Cancri är en orange till röd jättestjärna av spektralklass K3 III och befinner sig med 86 procent sannolikhet på den horisontella jättegrenen. Den har en massa som är ca 2,9 solmassor, en radie som är ca 40 solradier och utsänder från dess fotosfär ca 569 gånger mera energi än solen vid en effektiv temperatur av ca 4 300 K.